# アレックス・ロイド
アレックス・スチュワート・ロイド（Alex Stewart Lloyd, 1984年12月28日 - ）は、イギリスのレーシングドライバー。現在はインディカー・シリーズにパートタイム参戦する。彼は2008年のF1ワールドチャンピオン、ルイス・ハミルトンと親友であり、その付き合いはカート時代からのものである。

## 経歴

### 初期
ロイドは9歳でカートを始め、イギリス・スーパーワン選手権に参戦、ヨーロッパ選手権にも参戦した。1999年、14歳でチャンピオンを獲得し、翌2000年にはフォーミュラ・フォードのテストを行った。
2001年、フォーミュラ・フォードにステップアップしヨーロッパ選手権に参戦、スパ・フランコルシャンでは2位に入った。また、フォーミュラ・フォード・フェスティヴァルでは13位に入賞した。冬の間彼はフォーミュラ・ルノーUKウィンターシリーズを戦い、3位でシリーズを終えた。彼はフォーミュラ・ルノーを2002年に卒業。その年のランキングは9位であった。
2003年はその能力を広く認められ、マクラーレン・オートスポーツ・アウォードを獲得した。この年はフォーミュラ・ルノーUK選手権に参戦し、ルイス・ハミルトンに次ぐランキング2位を獲得した。ジェームズ・ロシター、マイク・コンウェイを打ち負かし、2勝を挙げている。

## 世界で
ロイドは2004年に初めてマクラーレンのF1テストを行った。このテストは前年に受賞したマクラーレン・オートスポーツ・アウォードの一部であった。彼はアラン・ドッキング・レーシングと、チームメイトのウィル・パワーと共にいくつかのテストを行ったものの、資金不足のためイギリス・フォーミュラ3に計画通りフル参戦することができなかった。代わりに彼はユーロ・フォーミュラ3000の終盤7戦に参戦、1勝と3つのポールポジションを獲得し、シリーズを制した。
しかしながら、それでも資金不足はロイドの主な問題であり、2005年は限られた活動しかできず、車両開発のために要請されたイタリア・フォーミュラ3000での2戦とフォーミュラ・ルノー3.5シリーズのモナコでのイベントのみにしか参加できなかった。冬に行われた2005年から2006年のA1グランプリに参戦するため彼はA1チーム・イギリスと契約した。しかしながらレースに参加することはできなかった。チームはシリーズ側のオファーがあったとして、ベテランドライバーのロビー・カーを出走させることを決めた。
2006年に彼はAFSレーシングと年度途中で契約し、インディ・プロ・シリーズに参戦した。資金不足に対する最後の試みとして、彼の両親はマン島の自宅を売ってその資金を提供した。ロイドは最初のレース、セントピーターズバーグで予選2位となり、参加2戦目では3位に入賞した。7月にはインディアナポリス・モーター・スピードウェイで優勝を果たした。これはAFSレーシングにとって初の勝利であり、この勝利で彼はオーナーのゲーリー・ピーターソンとの友情を堅いものとした。シーズン後半に彼はインフィニオン・レースウェイで2勝目を挙げ、シリーズを7位で終えた。
2007年、ロイドはサム・シュミット・モータースポーツと契約し、序盤の5戦で連勝した。彼はチャンピオンシップをインフィニオン・レースウェイでの8勝目で、2戦を残して確定した。このシーズン彼は5連勝、8度の優勝、最多ポイントの652を記録した。彼は現在もインディアナポリス・モーター・スピードウェイのロードコースと2.5マイルのオーバルコース両方で優勝を果たした唯一の人物である。彼はまた、全てのレースをフロントローから出走するという記録も達成した。

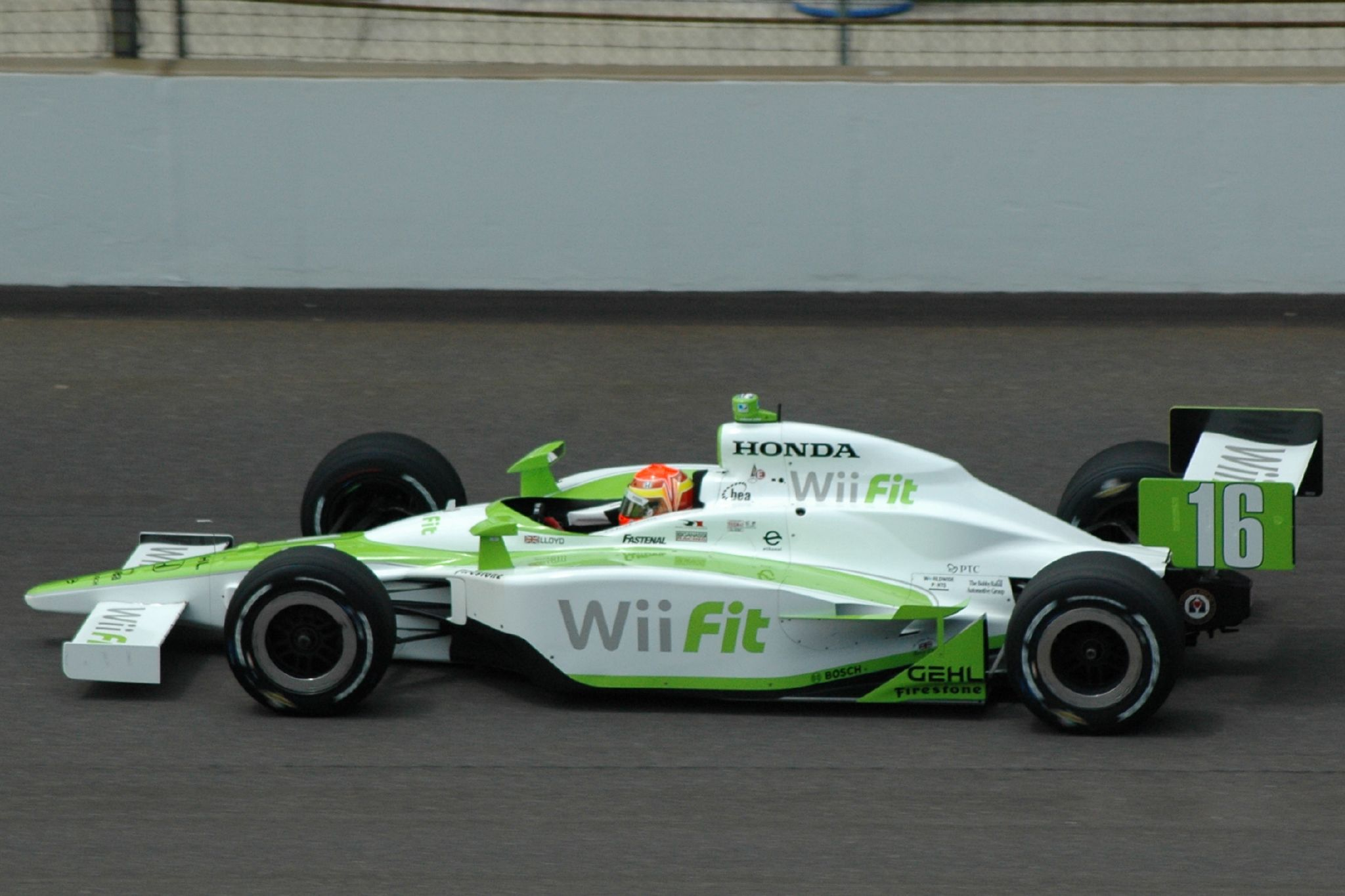
2008年のインディ500、プラクティス

2007年の圧倒的な成績と、10月17日に行われたインディカーのテストの結果で、ロイドはチップ・ガナッシ・レーシングのドライバー養成計画に採用され契約した。2008年、財政問題のためチームは彼をフル参戦させられず、インディ500、ロレックス・スポーツカー・シリーズの数戦、限られたインディカーのテスト走行に参加させた。
2008年4月10日、チップ・ガナッシ・レーシングとレイホール・レターマン・レーシングはロイドを5月28日に開催される2008年のインディ500に協力してエントリーさせると発表した。ロイドはルーキーテストで最速であったが、223 mph (359 km/h)でクラッシュし病院に入った後、予選は19位で通過した。決勝の終盤、彼は大きくクラッシュしピットロードを滑り落ち、他チームのピットを交差した。

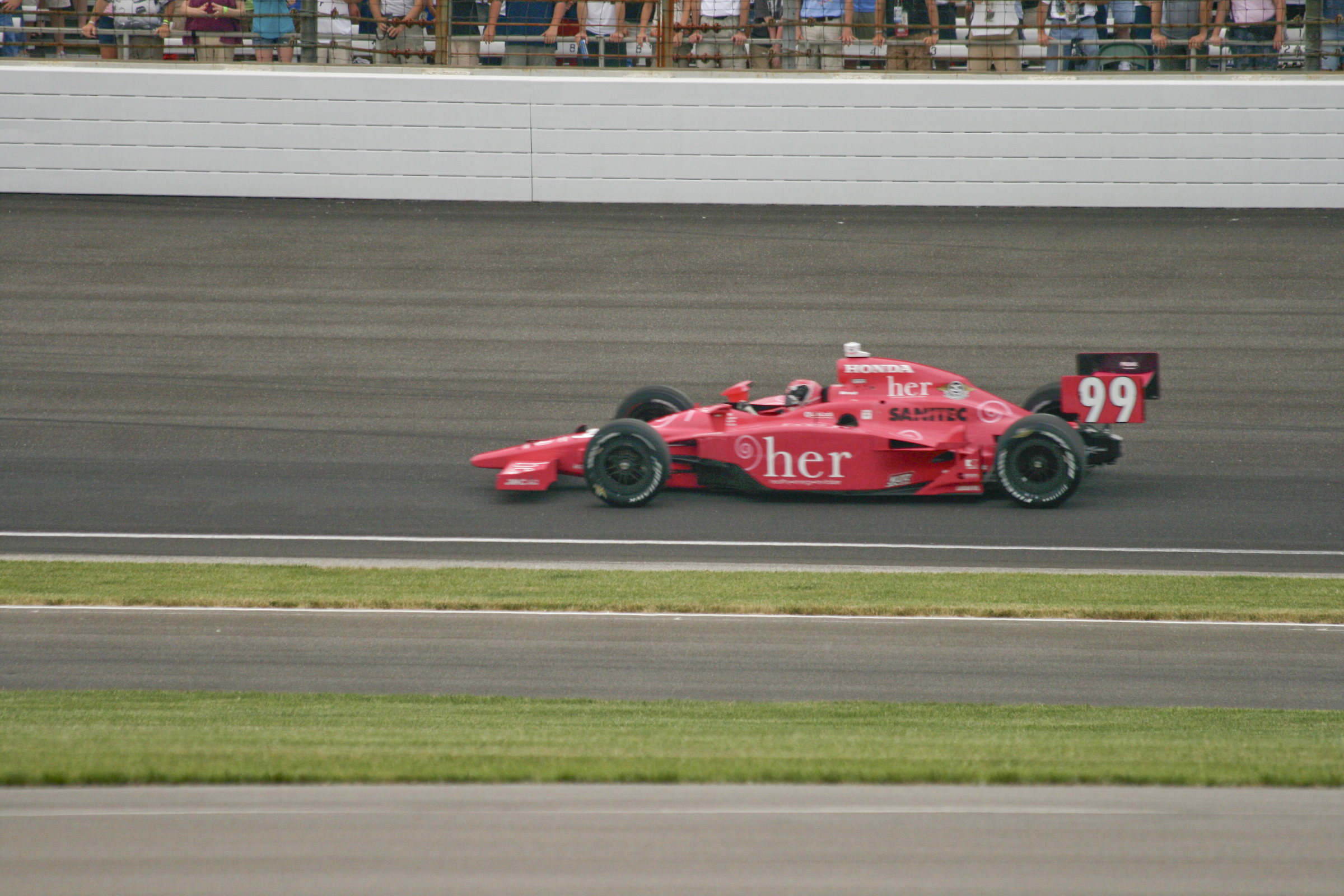
2009年のインディ500で

依然としてフル参戦するだけの資金は無く、ロイドは2009年、ガナッシと協力したサム・シュミット・モータースポーツからインディ500に参戦した。彼はHERエナジー・ドリンクのスポンサーを受け、車両のカラーリングに合わせたホットピンクのスーツをその月いっぱい着ていた。これにより、彼はロックバンド、ピンク・フロイドをもじった「ピンク・ロイド」のニックネームを得ることとなった。これに加え、妻のサマンサがレース・デイの5月24日に2番目の娘を出産予定であったことが、イギリスのメディアの注目を集めることとなった。ポール・デイの残り5分、ロイドは11位で予選を通過した。レースではブレーキランプが壊れ、ピットインしたために13位となった。6月2日に娘のベサニーが誕生した。同じ週にインディ・ライツを共に戦ったエド・カーペンターにも子どもが生まれている。
2010年、ロイドはデイル・コイン・レーシングと契約、アメリカボーイスカウト連盟のスポンサーを受け19番車をドライブした。インディ500では4位に入賞、これは彼のインディカーにおける最高位であり、デイル・コイン・レーシングにとってインディ500における最高の結果であった。彼はまたテキサスでのパフォーマンスでファイアストン・タイヤ-ific Move を獲得し、その年のルーキーでは最上位となり、ルーキー・オブ・ザ・イヤーを獲得した。
資金不足は続き、2011年もフル参戦はできなかった。しかしながら、インディ500にはデイル・コインから参加し、その後もセバスチャン・ボーデが走らないオーバルコースでのレースに参戦した。

## 記録

### フォーミュラ・ルノー 3.5
(key) （太字はポールポジション、斜体はファステストラップ）
| 年   | エントラント | 1     | 2     | 3        | 4     | 5     | 6     | 7     | 8     | 9     | 10    | 11    | 12    | 13    | 14    | 15    | 16    | 17    | DC   | ポイント |
| ---- | ------------ | ----- | ----- | -------- | ----- | ----- | ----- | ----- | ----- | ----- | ----- | ----- | ----- | ----- | ----- | ----- | ----- | ----- | ---- | -------- |
| 2005 | DAMS         | ZOL 1 | ZOL 2 | MON 1 19 | VAL 1 | VAL 2 | LMS 1 | LMS 2 | BIL 1 | BIL 2 | OSC 1 | OSC 2 | DON 1 | DON 2 | EST 1 | EST 2 | MON 1 | MON 2 | 40位 | 0        |

### アメリカン・オープンホイール
(key) （太字はポールポジション）

#### インディ・ライツ
| 年   | チーム                             | 1     | 2       | 3      | 4      | 5      | 6      | 7       | 8     | 9      | 10     | 11     | 12     | 13    | 14     | 15       | 16    | 順位 | ポイント |
| ---- | ---------------------------------- | ----- | ------- | ------ | ------ | ------ | ------ | ------- | ----- | ------ | ------ | ------ | ------ | ----- | ------ | -------- | ----- | ---- | -------- |
| 2006 | AFS Racing                         | HMS   | STP1 10 | STP2 3 | INDY 5 | WGL 17 | IMS 1  | NSH DNS | MIL   | KTY 16 | SNM1 2 | SNM2 1 | CHI 4  |       |        |          |       | 7位  | 294      |
| 2007 | サム・シュミット・モータースポーツ | HMS 1 | STP1 1  | STP2 1 | INDY 1 | MIL 1  | IMS1 2 | IMS2 2  | IOW 1 | WGL1 3 | WGL2 1 | NSH 11 | MDO 22 | KTY 2 | SNM1 1 | SNM2 DNS | CHI 2 | 1位  | 652      |

#### インディカー
| 年   | チーム                                                          | 1      | 2      | 3      | 4       | 5       | 6       | 7       | 8      | 9      | 10     | 11     | 12     | 13     | 14     | 15     | 16     | 17     | 18    | 19   | 順位 | ポイント |
| ---- | --------------------------------------------------------------- | ------ | ------ | ------ | ------- | ------- | ------- | ------- | ------ | ------ | ------ | ------ | ------ | ------ | ------ | ------ | ------ | ------ | ----- | ---- | ---- | -------- |
| 2008 | レイホール・レターマン・レーシング チップ・ガナッシ・レーシング | HMS    | STP    | MOT1   | LBH1    | KAN     | INDY 25 | MIL     | TXS    | IOW    | RIR    | WGL    | NSH    | MDO    | EDM    | KTY    | SNM    | DET    | CHI   | SRF2 | 38位 | 10       |
| 2009 | サム・シュミット・モータースポーツ チップ・ガナッシ・レーシング | STP    | LBH    | KAN    | INDY 13 | MIL     | TXS     | IOW     | RIR    | WGL    | TOR    | EDM    | KTY    | MDO    | SNM    | CHI    | MOT    |        |       |      | 30位 | 41       |
| 2009 | ニューマン・ハース・ラニガン・レーシング                        |        |        |        |         |         |         |         |        |        |        |        |        |        |        |        |        | HMS 8  |       |      | 30位 | 41       |
| 2010 | デイル・コイン・レーシング                                      | SAO 18 | STP 23 | ALA 23 | LBH 19  | KAN 19  | INDY 4  | TXS 8   | IOW 13 | WGL 25 | TOR 23 | EDM 18 | MDO 13 | SNM 10 | CHI 21 | KTY 13 | MOT 21 | HMS 12 |       |      | 16位 | 266      |
| 2011 | デイル・コイン・レーシング                                      | STP    | ALA    | LBH    | SAO     | INDY 19 | TXS1 14 | TXS2 24 | MIL 22 | IOW 13 | TOR    | EDM    | MDO    | NHM 13 | SNM    | BAL    | MOT    | KTY 26 | LVS C |      | 27位 | 85       |

1 同日に開催された
2 ノンタイトル戦
| 年 | チーム | 出走数 | ポールポジション | 勝利数 | 表彰台 (勝利以外)** | トップ10 (表彰台以外)*** | インディ500勝利数 | チャンピオン獲得数 |
| -- | ------ | ------ | ---------------- | ------ | ------------------- | ------------------------ | ----------------- | ------------------ |
| 4  | 4      | 27     | 0                | 0      | 0                   | 4                        | 0                 | 0                  |

#### インディ500
| 年   | シャシー | エンジン | スタート | フィニッシュ | チーム     | 注               |
| ---- | -------- | -------- | -------- | ------------ | ---------- | ---------------- |
| 2008 | ダラーラ | ホンダ   | 19       | 25           | レイホール | リタイヤ（接触） |
| 2009 | ダラーラ | ホンダ   | 11       | 13           | シュミット | 完走             |
| 2010 | ダラーラ | ホンダ   | 26       | 4            | コイン     | 完走             |
| 2011 | ダラーラ | ホンダ   | 30       | 19           | コイン     | 198周            |